# Masakr u Hami
Masakr u Hami dogodio se 2. veljače 1982. godine. Izvršila ga je sirijska vojka nakon pokušaja atentata na predsjednika Hafeza al-Asada. Kako je Hama bila snažno uporište islamističke organizacije Muslimansko bratstvo u gradu je izbila pobuna. Pristaše Muslimanskog bratstva ubijale su članove vladajuće stranke Ba'th te su uskoro ovladale gradom.
Sirijska vojska je 2. veljače opkolila grad koji je u to vrijeme imao oko 350,000 stanovnika te započela s nemilosrdnim bombardiranjem grada pri čemu je stradao veliki dio povijesne jezgre Hame. Nakon dva tjedna borbi sirijska vojska je prodrla u grad.
U bombardiranju i masakru koji je uslijedio nakon ulaska vladinih postrojbi ubijeno je oko 20,000 ljudi od kojih je bilo oko 1000 vojnika.